# آربا مینچ
آربا مینچ (به لاتین: Arba Minch) یک شهر در اتیوپی است که در منطقه اقوام، قومیت‌ها و قلمرو مردم جنوبی واقع شده‌است. آربا مینچ ۲۰۰٬۳۷۳ نفر جمعیت دارد و ۱٬۲۸۵ متر بالاتر از سطح دریا واقع شده‌است.